# Canal Obvodny
Pour les articles homonymes, voir Obvodny kanal.
Le canal Obvodny (russe : Обводный канал, Obvodny kanal, litt. « canal de Dérivation ») est le plus long canal de Saint-Pétersbourg, en Russie, servant au XIXe siècle de limite sud à la ville. Il est long de 8 km et part de la Neva à l'est, près du monastère Saint-Alexandre-Nevski, et se déroule vers l'ouest avant de rejoindre la Yekaterinhofka, non loin du port de mer. 

## Histoire
Le canal a été creusé entre 1769-80 et 1805-33. À la fin du XIXe siècle, après la révolution industrielle, il était effectivement devenu un égout servant à recueillir les eaux usées des entreprises industrielles adjacentes. Finalement, le canal, pas assez profond, est devenu inutilisé et n'est plus navigable. Les berges du canal sont bordées de granit.

## Quelques édifices
- Église de la Résurrection (1908), de style néo-russe
- Entrepôts Izmaïlovo, de style Empire (1820-1822)

## Galerie

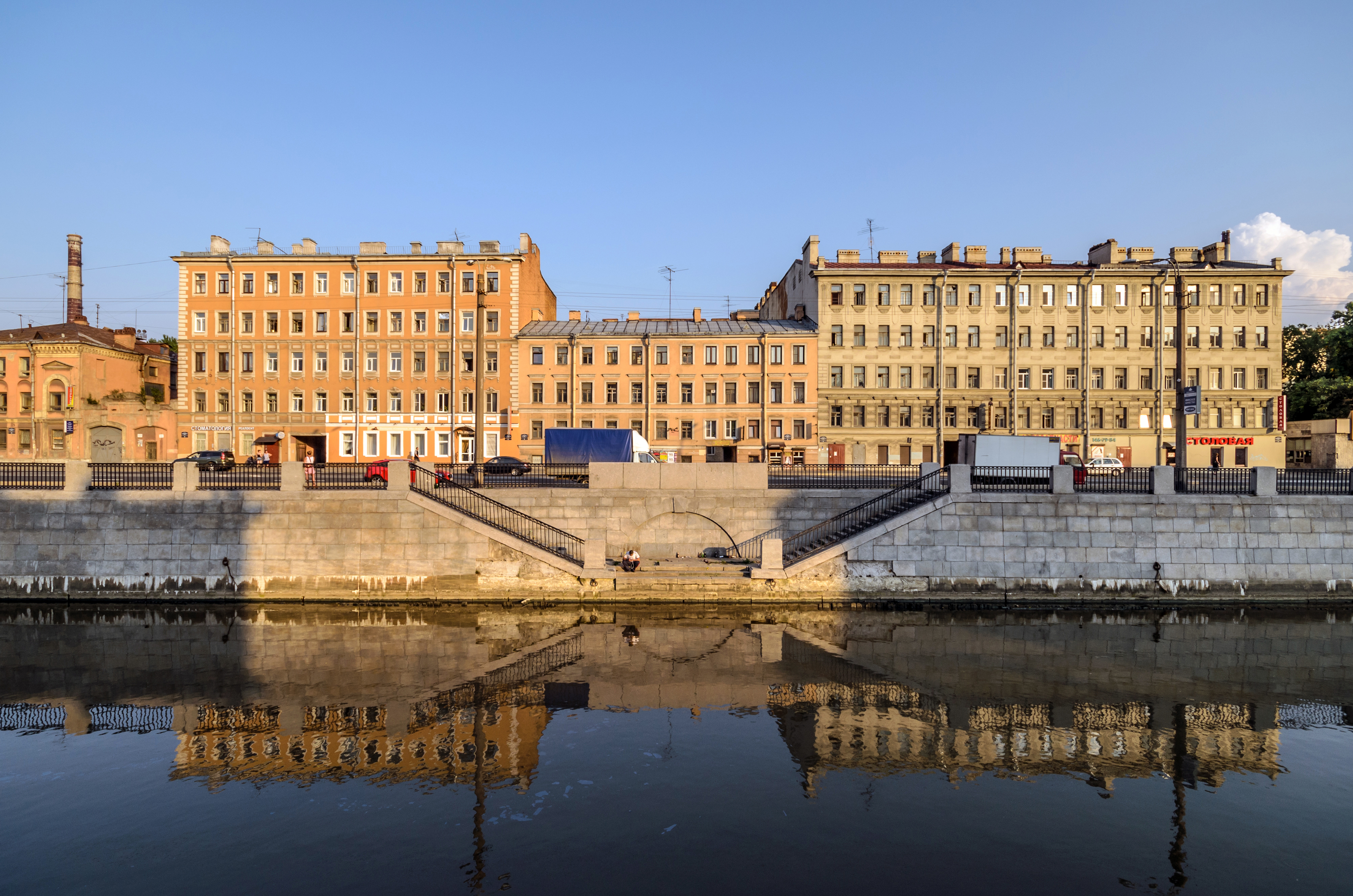
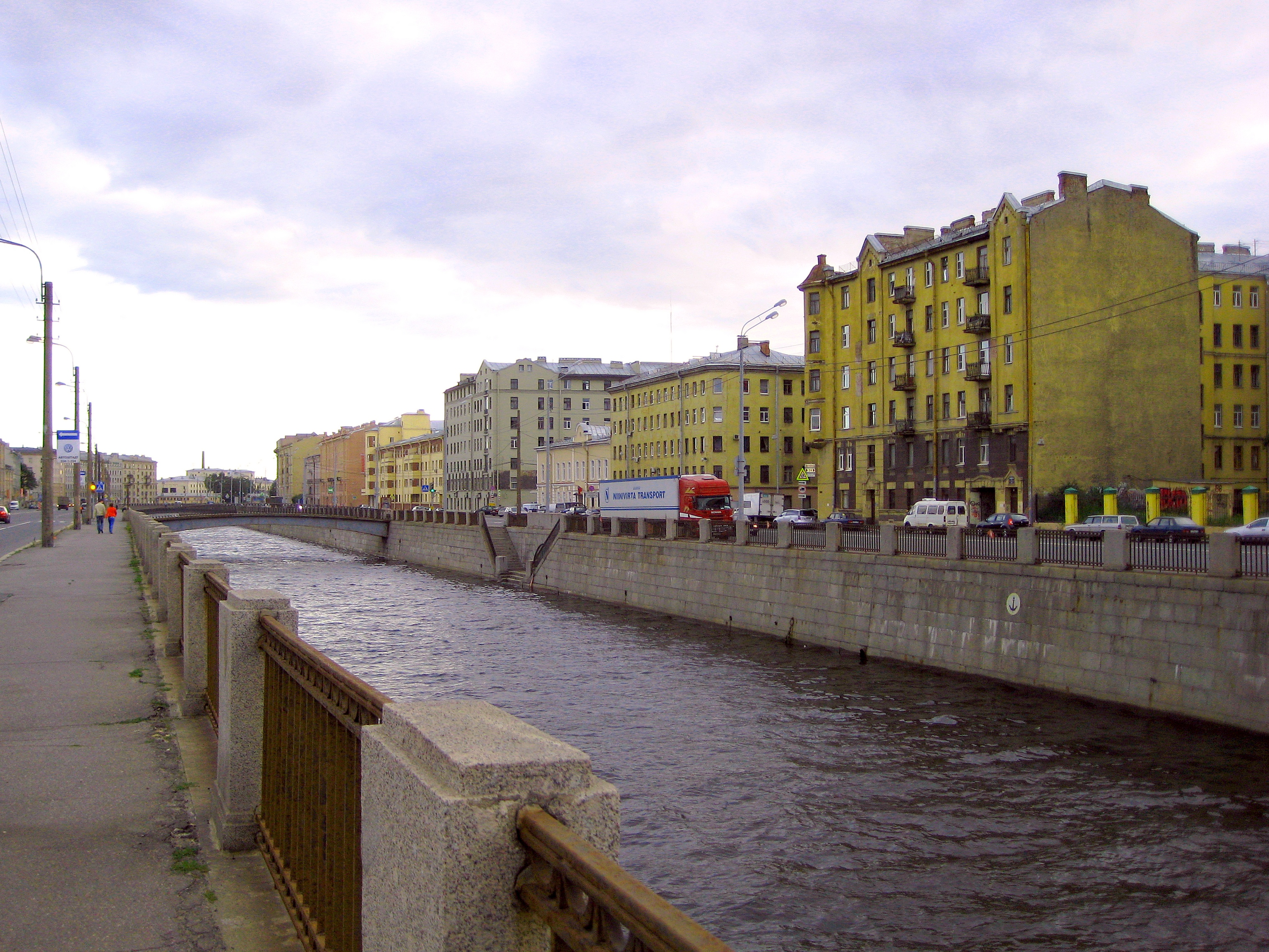
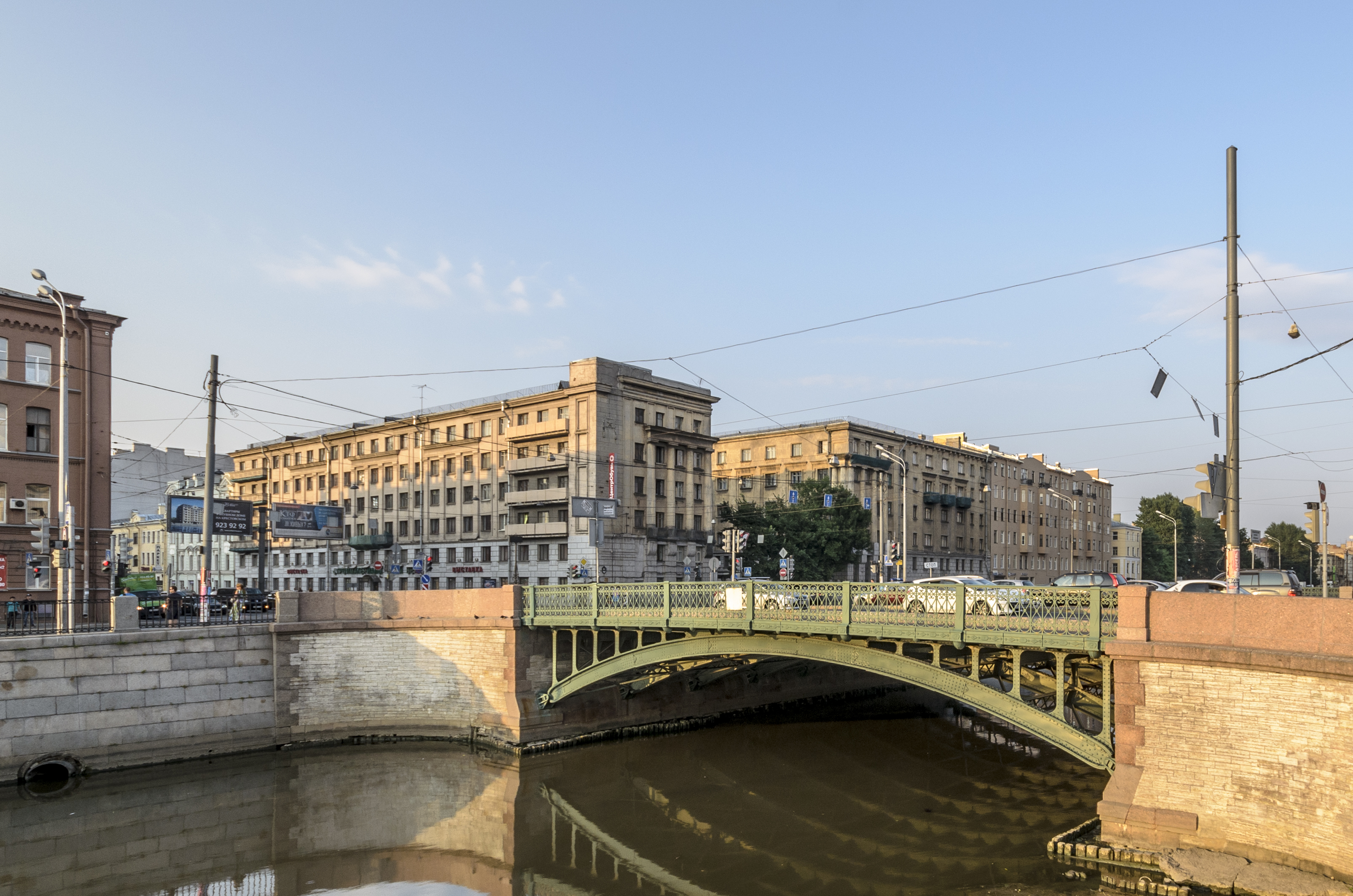
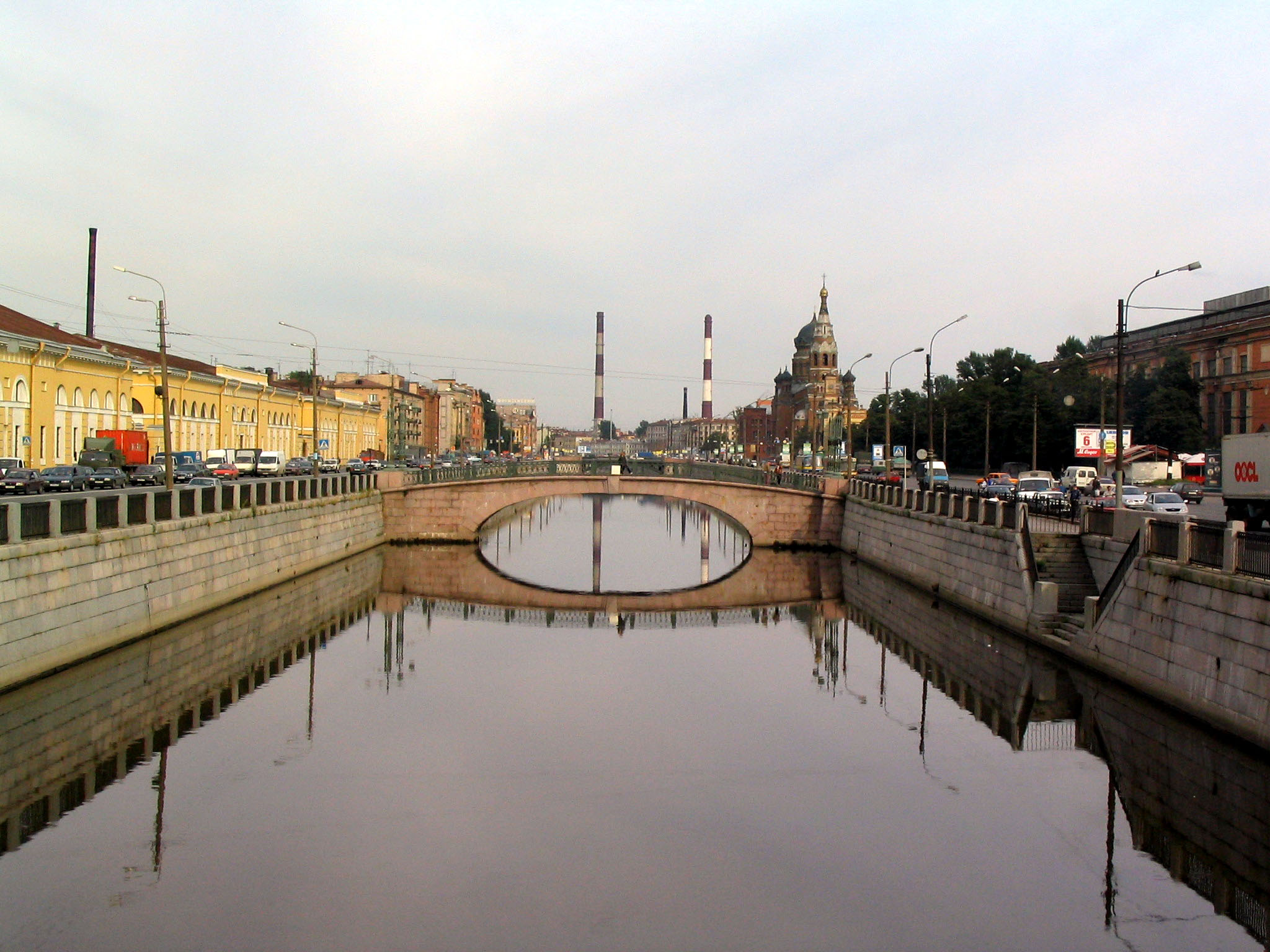
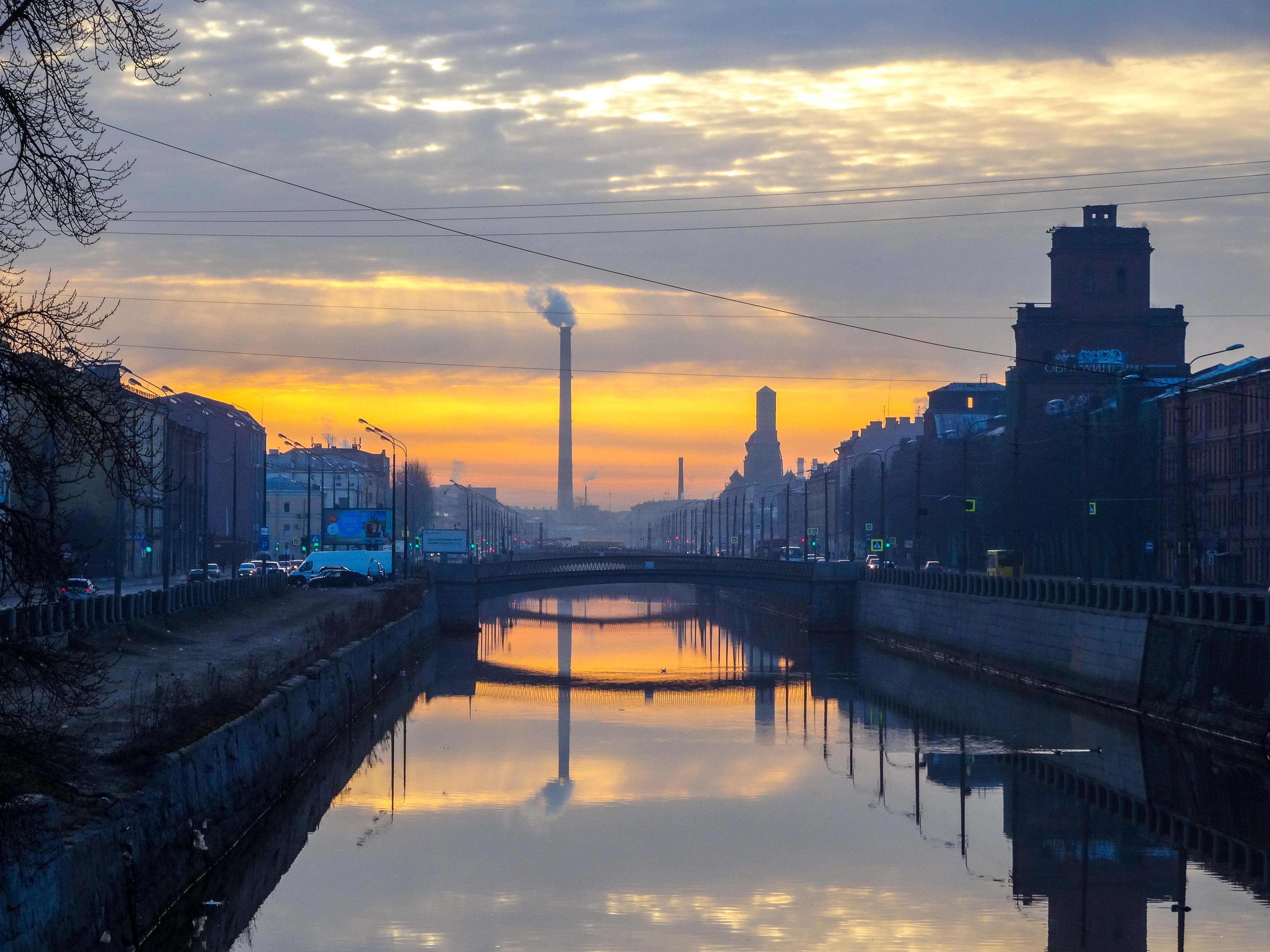